# Angus Creelman Ree
Pour les articles homonymes, voir Ree.
Angus Creelman Ree, né le 28 août 1929 à Vancouver (Colombie-Britannique) et mort le 9 octobre 2009 à White Rock (Colombie-Britannique), est un homme politique canadien de la Colombie-Britannique. Il est député provincial créditiste dans la circonscription britanno-colombienne de North Vancouver-Capilano de 1979 à 1991. 
Il est ministre dans le cabinet provincial en tant que premier Solliciteur général de la Colombie-Britannique.

## Biographie
Né à Vancouver en Colombie-Britannique, Ree étudie le droit à l'école Peter A. Allard de l'université de la Colombie-Britannique. Il sert dans l'Armée canadienne de 1952 à 1958.
Ree meurt à White Rock en octobre 2009 à l'âge de 80 ans.